# Museum van de Franse Revolutie
Het Museum van de Franse Revolutie (Frans: Musée de la Révolution française) is een museum in Vizille, in de buurt van Grenoble, langs de Route Napoléon. Het is het enige museum ter wereld dat volledig is gewijd aan de Franse Revolutie. 
Het is gevestigd in het kasteel van Vizille. In dat kasteel vergaderde op 21 juli 1788 de Staten-Generaal van de Dauphiné, waarbij een snelle bijeenroeping van de Staten-Generaal van het koninkrijk werd geëist. De gebeurtenis wordt beschouwd als een rechtstreekse voorloper van de revolutie.  
Het museum herbergt onder andere standbeelden, schilderijen, muziekinstrumenten, wapens en andere voorwerpen met betrekking tot de revolutie. De meeste schilderijen en beelden dateren van (veel) later, maar beelden personen en gebeurtenissen uit de revolutie af.  
Het museum organiseert ook tijdelijke tentoonstellingen en colloquia. Het documentatiecentrum bevat een bibliotheek over de revolutie en 4.500 Franse, Nederlandse en Duitse gravures. 
Het museum wordt uitgebaat door het departement Isère. De toegang is gratis. Het kasteel heeft ook een groot park, dat toegankelijk is voor het publiek. 

## Geschiedenis van het kasteel van Vizille
Sinds de middeleeuwen bestond er in Vizille een burcht die eigendom was van de dauphins en later overging naar de Franse kroon. Het gebouw verkeerde in ruïnes toen het in 1593 gekocht werd door de veldheer François de Bonne de Lesdiguières. Hij liet er het huidige kasteel aanleggen dat in 1614 werd voltooid. Lesdiguières ontving er in 1622 de Franse koning Lodewijk XIII, kort nadat die hem tot connétable had benoemd.  
Het kasteel was eigendom van de opeenvolgende hertogen van Lesdiguières, later van de hertogen van Villeroy. In 1780 werd het gekocht door de rijke zakenman Claude Perier, die er een fabriek voor textieldruk installeerde. Het was Claude Perier die de staten-generaal van de Dauphiné uitnodigde om te vergaderen in de kaatsbaan van het kasteel, nadat het hen verboden was om in Grenoble bijeen te komen.  
In 1799 bracht de gevangengenomen paus Pius VI een nacht op het kasteel door; In 1815 hield Napoleon er even halt op zijn terugkeer uit Elba.  
In 1825 werd het kasteel, met een deel van de stad Vizille, getroffen door een brand. Heropbouw volgde. In 1865 vernielde een nieuwe brand de noordelijke vleugel van het kasteel, waaronder de historische kaatsbaan. De vleugel werd niet meer volledig heropgebouwd. Dat betekende ook het einde van de textielfabriek.  
Al die tijd was het kasteel eigendom van de rijke familie Perier. De bekendste leden waren de bankier en staatsman Casimir Perier - zoon van Claude - en diens kleinzoon Jean Casimir-Perier, die enkele maanden president van de Republiek zou zijn.  
In 1888 onthulde de Franse president Sadi Carnot nabij het kasteel een monument ter gelegenheid van de honderdste verjaardag van de bijeenkomst van de Staten-Generaal.  
In 1924 werd het kasteel staatseigendom. Er was toen al sprake om er een museum van te maken, maar het werd nu de zomerresidentie van de Franse presidenten. Vooral de presidenten Albert Lebrun en René Coty verbleven er regelmatig.  
Behalve een zeer kortstondig verblijf van Charles de Gaulle in 1960 hebben de presidenten van de Vijfde Republiek (sinds 1958) het kasteel niet meer gebruikt. In 1973 stond de staat het hele domein af aan het departement Isère om het een culturele bestemming te geven. Het zou tot 1983 duren voor het museum werd opgericht. Een jaar later kon de opening plaatsvinden.  
Het was tot 1970 ook een zomerresidentie voor de president van de Franse Republiek.

## Afbeeldingen

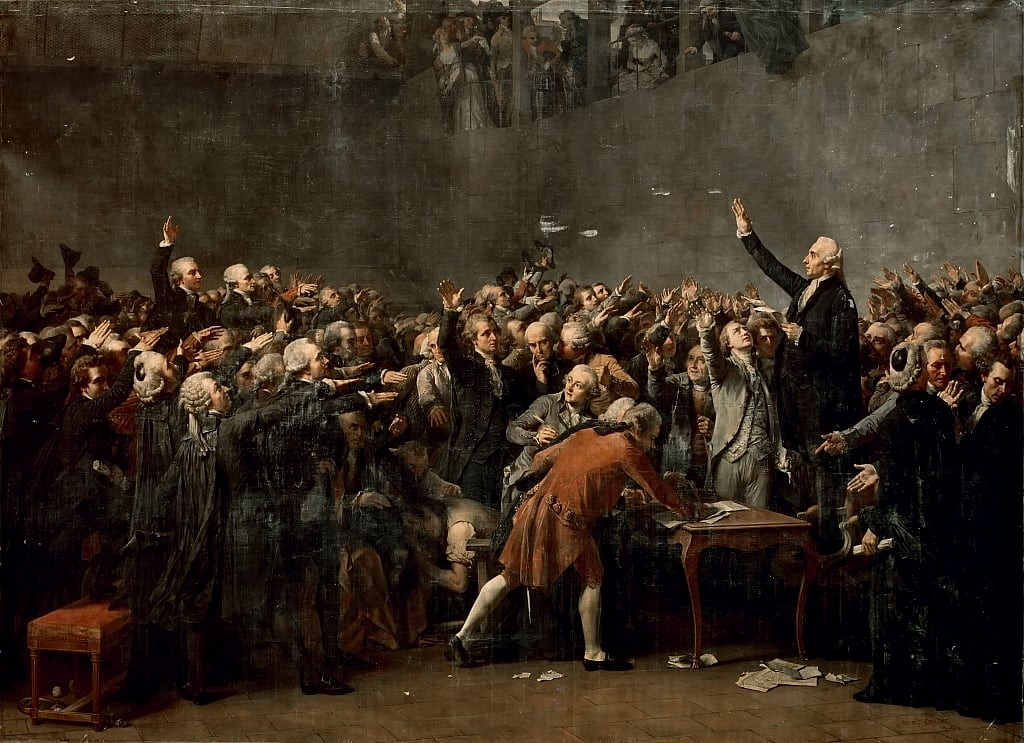
Auguste Couder, Le Serment du jeu de paume (1848).
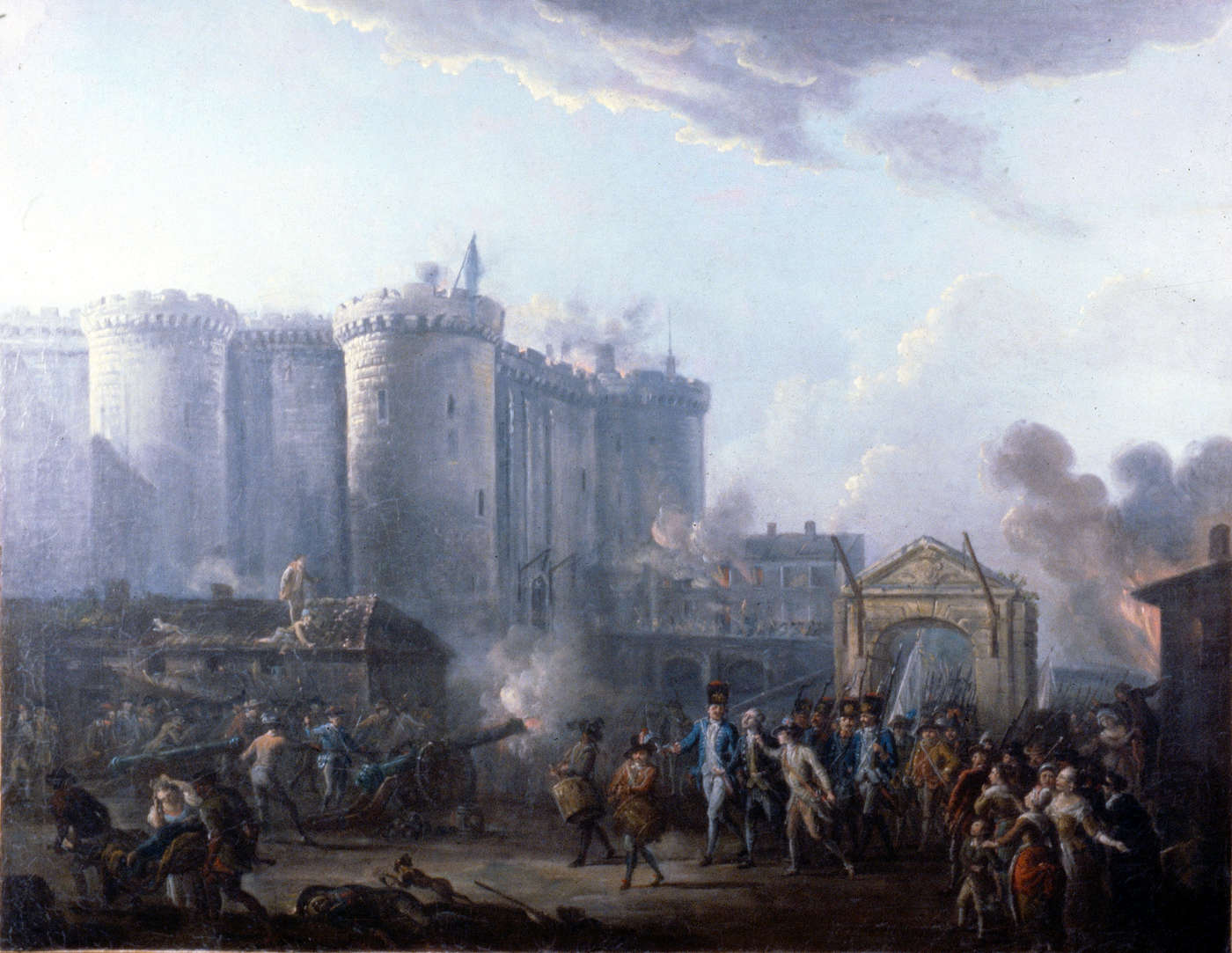
Jean-Baptiste Lallemand, Arrestation du gouverneur de la Bastille le 14 juillet 1789.
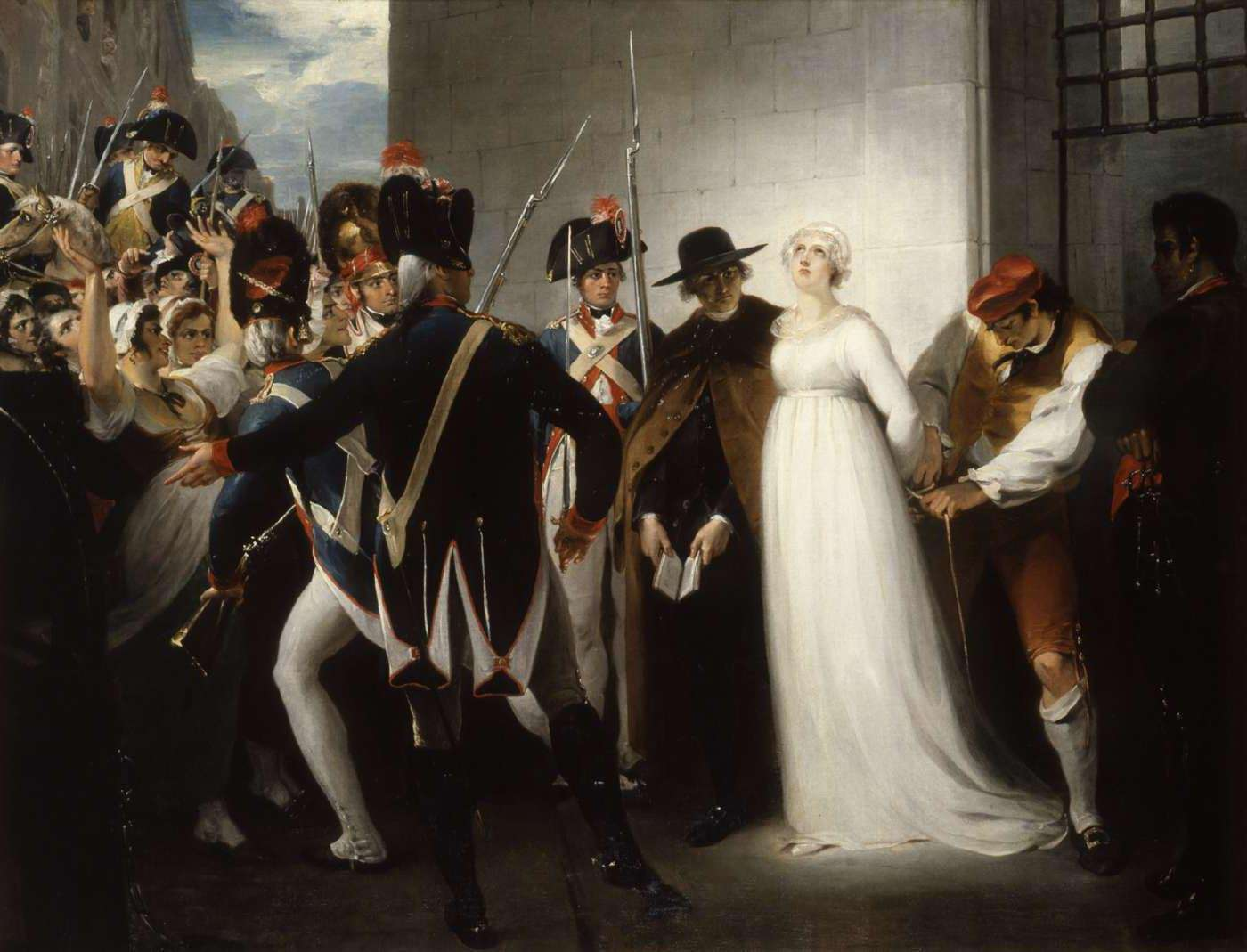
William Hamilton, Marie-Antoinette conduite à son exécution (1794).